# Vuelta a Asturias 2023
La 65.ª edición de la Vuelta a Asturias (nombre oficial: Vuelta Asturias Julio Álvarez Mendo) fue una carrera de ciclismo en ruta por etapas que se celebró entre el 28 y el 30 de abril de 2023 en España con inicio y final en la ciudad de Oviedo sobre un recorrido de 511,1 kilómetros.
La carrera formó parte del UCI Europe Tour 2023, calendario ciclístico de los Circuitos Continentales UCI, dentro de la categoría 2.1 y fue ganada por el italiano Lorenzo Fortunato del EOLO-KOMETA. Completaron el podio, como segundo y tercer clasificado respectivamente, los colombianos del Movistar Einer Rubio e Iván Ramiro Sosa.

## Equipos participantes
Tomaron parte en la carrera 15 equipos: 1 de categoría UCI WorldTeam invitado por la organización, 9 de categoría UCI ProTeam y 5 de categoría Continental. Formaron así un pelotón de 101 ciclistas de los que acabaron 89. Los equipos participantes fueron:
| WorldTeam- Movistar Team ProTeams (9)- Bolton Equities Black Spoke Pro Cycling - Burgos-BH - Caja Rural-Seguros RGA - Eolo-Kometa - Euskaltel-Euskadi - Equipo Kern Pharma - TotalEnergies - Team Novo Nordisk - Q36.5 Pro Cycling Team Equipos continentales (5)- Aviludo-Louletano-Loulé Concelho - Efapel Cycling - Electro Hiper Europa - NSJBI Victoria Sports Cycling Team - Global 6 Cycling |
| |

## Recorrido
La Vuelta a Asturias dispuso de tres etapas para un recorrido total de 511,1 kilómetros, donde emerge como un reto de gran dificultad por su variado trazado.
| Etapa     | Fecha     | Recorrido                  | type             | Distancia (km) | Desnivel (m) | Ganador           | Líder             |
| --------- | --------- | -------------------------- | ---------------- | -------------- | ------------ | ----------------- | ----------------- |
| 1.ª etapa | 28 de abr | Oviedo – Pola de Lena      | etapa escarpada  | 182            | 3071 m       | Damien Howson     | Damien Howson     |
| 2.ª etapa | 29 de abr | Candás – Cangas del Narcea | etapa de montaña | 182,6          | 3312 m       | Lorenzo Fortunato | Lorenzo Fortunato |
| 3.ª etapa | 30 de abr | Cangas del Narcea – Oviedo | etapa escarpada  | 146,5          | 2441 m       | Pelayo Sánchez    | Lorenzo Fortunato |

## Desarrollo de la carrera

### 1.ª etapa
| Oviedo - Pola de Lena | etapa escarpada | (182 km) |

| \| Clasificación de la etapa \| Clasificación de la etapa \| Clasificación de la etapa \| Clasificación de la etapa \| Clasificación de la etapa \| \| Ciclista \| Ciclista \| Equipo \| Tiempo \| \| \| ------------------------- \| ------------------------- \| ------------------------- \| ------------------------- \| ------------------------- \| \| 1.º \| Damien Howson \| Q36.5 Pro Cycling Team \| 4 h 39 min 58 s \| \| \| 2.º \| Vincenzo Albanese \| Eolo-Kometa \| + 4 s \| \| \| 3.º \| Roger Adrià \| Equipo Kern Pharma \| + 4 s \| \| \| 4.º \| Gianluca Brambilla \| Q36.5 Pro Cycling Team \| + 4 s \| \| \| 5.º \| Steff Cras \| TotalEnergies \| + 4 s \| \| \| 6.º \| Einer Rubio \| Movistar Team \| + 4 s \| \| \| 7.º \| Iván Ramiro Sosa \| Movistar Team \| + 4 s \| \| \| 8.º \| Ander Okamika \| Burgos-BH \| + 4 s \| \| \| 9.º \| Joaquim Silva \| Efapel Cycling \| + 4 s \| \| \| 10.º \| Abel Balderstone \| Caja Rural-Seguros RGA \| + 4 s \| \| |                    |                        |                 |
| |                    |                        |                 |
| |                    |                        |                 |
| Clasificación de la etapa |                    |                        |                 |
| Ciclista | Ciclista           | Equipo                 | Tiempo          |
| 1.º | Damien Howson      | Q36.5 Pro Cycling Team | 4 h 39 min 58 s |
| 2.º | Vincenzo Albanese  | Eolo-Kometa            | + 4 s           |
| 3.º | Roger Adrià        | Equipo Kern Pharma     | + 4 s           |
| 4.º | Gianluca Brambilla | Q36.5 Pro Cycling Team | + 4 s           |
| 5.º | Steff Cras         | TotalEnergies          | + 4 s           |
| 6.º | Einer Rubio        | Movistar Team          | + 4 s           |
| 7.º | Iván Ramiro Sosa   | Movistar Team          | + 4 s           |
| 8.º | Ander Okamika      | Burgos-BH              | + 4 s           |
| 9.º | Joaquim Silva      | Efapel Cycling         | + 4 s           |
| 10.º | Abel Balderstone   | Caja Rural-Seguros RGA | + 4 s           |

| \| Clasificación general \| Clasificación general \| Clasificación general \| Clasificación general \| Clasificación general \| \| Ciclista \| Ciclista \| Equipo \| Tiempo \| \| \| --------------------- \| --------------------- \| ---------------------- \| --------------------- \| --------------------- \| \| 1.º \| Damien Howson \| Q36.5 Pro Cycling Team \| 4 h 39 min 48 s \| \| \| 2.º \| Vincenzo Albanese \| Eolo-Kometa \| + 8 s \| \| \| 3.º \| Roger Adrià \| Equipo Kern Pharma \| + 10 s \| \| \| 4.º \| Gianluca Brambilla \| Q36.5 Pro Cycling Team \| + 14 s \| \| \| 5.º \| Steff Cras \| TotalEnergies \| + 14 s \| \| \| 6.º \| Einer Rubio \| Movistar Team \| + 14 s \| \| \| 7.º \| Iván Ramiro Sosa \| Movistar Team \| + 14 s \| \| \| 8.º \| Ander Okamika \| Burgos-BH \| + 14 s \| \| \| 9.º \| Joaquim Silva \| Efapel Cycling \| + 14 s \| \| \| 10.º \| Abel Balderstone \| Caja Rural-Seguros RGA \| + 14 s \| \| |                    |                        |                 |
| |                    |                        |                 |
| |                    |                        |                 |
| Clasificación general |                    |                        |                 |
| Ciclista | Ciclista           | Equipo                 | Tiempo          |
| 1.º | Damien Howson      | Q36.5 Pro Cycling Team | 4 h 39 min 48 s |
| 2.º | Vincenzo Albanese  | Eolo-Kometa            | + 8 s           |
| 3.º | Roger Adrià        | Equipo Kern Pharma     | + 10 s          |
| 4.º | Gianluca Brambilla | Q36.5 Pro Cycling Team | + 14 s          |
| 5.º | Steff Cras         | TotalEnergies          | + 14 s          |
| 6.º | Einer Rubio        | Movistar Team          | + 14 s          |
| 7.º | Iván Ramiro Sosa   | Movistar Team          | + 14 s          |
| 8.º | Ander Okamika      | Burgos-BH              | + 14 s          |
| 9.º | Joaquim Silva      | Efapel Cycling         | + 14 s          |
| 10.º | Abel Balderstone   | Caja Rural-Seguros RGA | + 14 s          |

### 2.ª etapa
| Candás - Cangas del Narcea | etapa de montaña | (182,6 km) |

| \| Clasificación de la etapa \| Clasificación de la etapa \| Clasificación de la etapa \| Clasificación de la etapa \| Clasificación de la etapa \| \| Ciclista \| Ciclista \| Equipo \| Tiempo \| \| \| ------------------------- \| ------------------------- \| ------------------------- \| ------------------------- \| ------------------------- \| \| 1.º \| Lorenzo Fortunato \| Eolo-Kometa \| 4 h 35 min 11 s \| \| \| 2.º \| Einer Rubio \| Movistar Team \| + 27 s \| \| \| 3.º \| Iván Ramiro Sosa \| Movistar Team \| + 27 s \| \| \| 4.º \| José Manuel Díaz Gallego \| Burgos-BH \| + 37 s \| \| \| 5.º \| José Félix Parra \| Equipo Kern Pharma \| + 38 s \| \| \| 6.º \| Steff Cras \| TotalEnergies \| + 38 s \| \| \| 7.º \| Mikel Bizkarra \| Euskaltel-Euskadi \| + 38 s \| \| \| 8.º \| Damien Howson \| Q36.5 Pro Cycling Team \| + 38 s \| \| \| 9.º \| Gianluca Brambilla \| Q36.5 Pro Cycling Team \| + 38 s \| \| \| 10.º \| Fernando Tercero \| Eolo-Kometa \| + 38 s \| \| |                          |                        |                 |
| |                          |                        |                 |
| |                          |                        |                 |
| Clasificación de la etapa |                          |                        |                 |
| Ciclista | Ciclista                 | Equipo                 | Tiempo          |
| 1.º | Lorenzo Fortunato        | Eolo-Kometa            | 4 h 35 min 11 s |
| 2.º | Einer Rubio              | Movistar Team          | + 27 s          |
| 3.º | Iván Ramiro Sosa         | Movistar Team          | + 27 s          |
| 4.º | José Manuel Díaz Gallego | Burgos-BH              | + 37 s          |
| 5.º | José Félix Parra         | Equipo Kern Pharma     | + 38 s          |
| 6.º | Steff Cras               | TotalEnergies          | + 38 s          |
| 7.º | Mikel Bizkarra           | Euskaltel-Euskadi      | + 38 s          |
| 8.º | Damien Howson            | Q36.5 Pro Cycling Team | + 38 s          |
| 9.º | Gianluca Brambilla       | Q36.5 Pro Cycling Team | + 38 s          |
| 10.º | Fernando Tercero         | Eolo-Kometa            | + 38 s          |

| \| Clasificación general \| Clasificación general \| Clasificación general \| Clasificación general \| Clasificación general \| \| Ciclista \| Ciclista \| Equipo \| Tiempo \| \| \| --------------------- \| --------------------- \| ---------------------- \| --------------------- \| --------------------- \| \| 1.º \| Vincenzo Albanese \| Eolo-Kometa \| 9 h 15 min 03 s \| \| \| 2.º \| Einer Rubio \| Movistar Team \| + 31 s \| \| \| 3.º \| Iván Ramiro Sosa \| Movistar Team \| + 33 s \| \| \| 4.º \| Damien Howson \| Q36.5 Pro Cycling Team \| + 34 s \| \| \| 5.º \| Roger Adrià \| Equipo Kern Pharma \| + 44 s \| \| \| 6.º \| Steff Cras \| TotalEnergies \| + 48 s \| \| \| 7.º \| Gianluca Brambilla \| Q36.5 Pro Cycling Team \| + 48 s \| \| \| 8.º \| Mikel Bizkarra \| Euskaltel-Euskadi \| + 48 s \| \| \| 9.º \| Joaquim Silva \| Efapel Cycling \| + 48 s \| \| \| 10.º \| Fernando Tercero \| Eolo-Kometa \| + 59 s \| \| |                    |                        |                 |
| |                    |                        |                 |
| |                    |                        |                 |
| Clasificación general |                    |                        |                 |
| Ciclista | Ciclista           | Equipo                 | Tiempo          |
| 1.º | Vincenzo Albanese  | Eolo-Kometa            | 9 h 15 min 03 s |
| 2.º | Einer Rubio        | Movistar Team          | + 31 s          |
| 3.º | Iván Ramiro Sosa   | Movistar Team          | + 33 s          |
| 4.º | Damien Howson      | Q36.5 Pro Cycling Team | + 34 s          |
| 5.º | Roger Adrià        | Equipo Kern Pharma     | + 44 s          |
| 6.º | Steff Cras         | TotalEnergies          | + 48 s          |
| 7.º | Gianluca Brambilla | Q36.5 Pro Cycling Team | + 48 s          |
| 8.º | Mikel Bizkarra     | Euskaltel-Euskadi      | + 48 s          |
| 9.º | Joaquim Silva      | Efapel Cycling         | + 48 s          |
| 10.º | Fernando Tercero   | Eolo-Kometa            | + 59 s          |

### 3.ª etapa
| Cangas del Narcea - Oviedo | etapa escarpada | (146,5 km) |

| \| Clasificación de la etapa \| Clasificación de la etapa \| Clasificación de la etapa \| Clasificación de la etapa \| Clasificación de la etapa \| \| Ciclista \| Ciclista \| Equipo \| Tiempo \| \| \| ------------------------- \| ------------------------- \| -------------------------------- \| ------------------------- \| ------------------------- \| \| 1.º \| Pelayo Sánchez \| Burgos-BH \| 3 h 27 min 13 s \| \| \| 2.º \| Vincenzo Albanese \| Eolo-Kometa \| + 17 s \| \| \| 3.º \| Steff Cras \| TotalEnergies \| + 17 s \| \| \| 4.º \| Orluis Aular \| Caja Rural-Seguros RGA \| + 17 s \| \| \| 5.º \| Gianluca Brambilla \| Q36.5 Pro Cycling Team \| + 17 s \| \| \| 6.º \| Joan Bou \| Euskaltel-Euskadi \| + 17 s \| \| \| 7.º \| Alan Jousseaume \| TotalEnergies \| + 17 s \| \| \| 8.º \| Jesús del Pino \| Aviludo-Louletano-Loulé Concelho \| + 17 s \| \| \| 9.º \| Einer Rubio \| Movistar Team \| + 17 s \| \| \| 10.º \| Damien Howson \| Q36.5 Pro Cycling Team \| + 17 s \| \| |                    |                                  |                 |
| |                    |                                  |                 |
| |                    |                                  |                 |
| Clasificación de la etapa |                    |                                  |                 |
| Ciclista | Ciclista           | Equipo                           | Tiempo          |
| 1.º | Pelayo Sánchez     | Burgos-BH                        | 3 h 27 min 13 s |
| 2.º | Vincenzo Albanese  | Eolo-Kometa                      | + 17 s          |
| 3.º | Steff Cras         | TotalEnergies                    | + 17 s          |
| 4.º | Orluis Aular       | Caja Rural-Seguros RGA           | + 17 s          |
| 5.º | Gianluca Brambilla | Q36.5 Pro Cycling Team           | + 17 s          |
| 6.º | Joan Bou           | Euskaltel-Euskadi                | + 17 s          |
| 7.º | Alan Jousseaume    | TotalEnergies                    | + 17 s          |
| 8.º | Jesús del Pino     | Aviludo-Louletano-Loulé Concelho | + 17 s          |
| 9.º | Einer Rubio        | Movistar Team                    | + 17 s          |
| 10.º | Damien Howson      | Q36.5 Pro Cycling Team           | + 17 s          |

## Clasificaciones finales
- Las clasificaciones finalizaron de la siguiente forma:[4]

### Clasificación general
| \| Clasificación general \| Clasificación general \| Clasificación general \| Clasificación general \| Clasificación general \| \| Ciclista \| Ciclista \| Equipo \| Tiempo \| \| \| --------------------- \| --------------------- \| ---------------------- \| --------------------- \| --------------------- \| \| 1.º \| Lorenzo Fortunato \| Eolo-Kometa \| 12 h 42 min 33 s \| \| \| 2.º \| Einer Rubio \| Movistar Team \| + 31 s \| \| \| 3.º \| Iván Ramiro Sosa \| Movistar Team \| + 33 s \| \| \| 4.º \| Damien Howson \| Q36.5 Pro Cycling Team \| + 34 s \| \| \| 5.º \| Steff Cras \| TotalEnergies \| + 44 s \| \| \| 6.º \| Roger Adrià \| Equipo Kern Pharma \| + 44 s \| \| \| 7.º \| Gianluca Brambilla \| Q36.5 Pro Cycling Team \| + 48 s \| \| \| 8.º \| Joaquim Silva \| Efapel Cycling \| + 48 s \| \| \| 9.º \| Mikel Bizkarra \| Euskaltel-Euskadi \| + 48 s \| \| \| 10.º \| Fernando Tercero \| Eolo-Kometa \| + 59 s \| \| |                    |                        |                  |
| |                    |                        |                  |
| Fuente: ProCyclingStats |                    |                        |                  |
| Clasificación general |                    |                        |                  |
| Ciclista | Ciclista           | Equipo                 | Tiempo           |
| 1.º | Lorenzo Fortunato  | Eolo-Kometa            | 12 h 42 min 33 s |
| 2.º | Einer Rubio        | Movistar Team          | + 31 s           |
| 3.º | Iván Ramiro Sosa   | Movistar Team          | + 33 s           |
| 4.º | Damien Howson      | Q36.5 Pro Cycling Team | + 34 s           |
| 5.º | Steff Cras         | TotalEnergies          | + 44 s           |
| 6.º | Roger Adrià        | Equipo Kern Pharma     | + 44 s           |
| 7.º | Gianluca Brambilla | Q36.5 Pro Cycling Team | + 48 s           |
| 8.º | Joaquim Silva      | Efapel Cycling         | + 48 s           |
| 9.º | Mikel Bizkarra     | Euskaltel-Euskadi      | + 48 s           |
| 10.º | Fernando Tercero   | Eolo-Kometa            | + 59 s           |

### Clasificación por puntos
| Clasificación por puntos | Clasificación por puntos | Clasificación por puntos | Clasificación por puntos | Clasificación por puntos |
| Ciclista                 | Ciclista                 | Equipo                   | Puntos                   |                          |
| ------------------------ | ------------------------ | ------------------------ | ------------------------ | ------------------------ |
| 1.º                      | Vincenzo Albanese        | Eolo-Kometa              | 40 pts                   |                          |
| 2.º                      | Damien Howson            | Q36.5 Pro Cycling Team   | 39 pts                   |                          |
| 3.º                      | Steff Cras               | TotalEnergies            | 38 pts                   |                          |
| 4.º                      | Einer Rubio              | Movistar Team            | 37 pts                   |                          |
| 5.º                      | Gianluca Brambilla       | Q36.5 Pro Cycling Team   | 33 pts                   |                          |

### Clasificación de la montaña
| Clasificación de la montaña | Clasificación de la montaña | Clasificación de la montaña             | Clasificación de la montaña | Clasificación de la montaña |
| Ciclista                    | Ciclista                    | Equipo                                  | Puntos                      |                             |
| --------------------------- | --------------------------- | --------------------------------------- | --------------------------- | --------------------------- |
| 1.º                         | Ollie Jones                 | Bolton Equities Black Spoke Pro Cycling | 22 pts                      |                             |
| 2.º                         | Lorenzo Fortunato           | Eolo-Kometa                             | 13 pts                      |                             |
| 3.º                         | Pelayo Sánchez              | Burgos-BH                               | 12 pts                      |                             |
| 4.º                         | Nícolas Sessler             | Global 6 Cycling                        | 11 pts                      |                             |
| 5.º                         | Einer Rubio                 | Movistar Team                           | 10 pts                      |                             |

### Clasificación de los jóvenes
| Clasificación del mejor joven | Clasificación del mejor joven | Clasificación del mejor joven | Clasificación del mejor joven | Clasificación del mejor joven |
| Ciclista                      | Ciclista                      | Equipo                        | Tiempo                        |                               |
| ----------------------------- | ----------------------------- | ----------------------------- | ----------------------------- | ----------------------------- |
| 1.º                           | Fernando Tercero              | Eolo-Kometa                   | 12 h 43 min 32 s              |                               |
| 2.º                           | Pelayo Sánchez                | Burgos-BH                     | + 1 min 52 s                  |                               |
| 3.º                           | Abel Balderstone              | Caja Rural-Seguros RGA        | + 5 min 02 s                  |                               |
| 4.º                           | Pablo Castrillo               | Equipo Kern Pharma            | + 11 min 41 s                 |                               |
| 5.º                           | José Luis Faura Asensio       | Electro Hiper Europa          | + 11 min 45 s                 |                               |

### Clasificación por equipos
| Clasificación por equipos | Clasificación por equipos | Clasificación por equipos | Clasificación por equipos |
| Equipo                    | Equipo                    | Tiempo                    |                           |
| ------------------------- | ------------------------- | ------------------------- | ------------------------- |
| 1.º                       | Euskaltel-Euskadi         | 38 h 13 min 39 s          |                           |
| 2.º                       | Equipo Kern Pharma        | + 2 min 02 s              |                           |
| 3.º                       | Burgos-BH                 | + 3 min 20 s              |                           |
| 4.º                       | Eolo-Kometa               | + 3 min 44 s              |                           |
| 5.º                       | Movistar Team             | + 3 min 56 s              |                           |

## Evolución de las clasificaciones
| Etapa                   |                         | Ganador _         | Clasificación general | Puntos            | Montaña     | Jóvenes           | Equipo            |
| ----------------------- | ----------------------- | ----------------- | --------------------- | ----------------- | ----------- | ----------------- | ----------------- |
| 1.ª etapa               | etapa escarpada         | Damien Howson     | Damien Howson         | Damien Howson     | Ollie Jones | Abel Balderstone  | Movistar Team     |
| 2.ª etapa               | etapa de montaña        | Lorenzo Fortunato | Lorenzo Fortunato     | Damien Howson     | Ollie Jones | Fernando Tercero  | Euskaltel-Euskadi |
| 3.ª etapa               | etapa escarpada         | Pelayo Sánchez    | Lorenzo Fortunato     | Vincenzo Albanese | Ollie Jones | Fernando Tercero  | Euskaltel-Euskadi |
| Clasificaciones finales | Clasificaciones finales |                   | Lorenzo Fortunato     | Vincenzo Albanese | Ollie Jones | Euskaltel-Euskadi | Euskaltel-Euskadi |

## UCI World Ranking
La Vuelta a Asturias otorgó puntos para el UCI World Ranking para corredores de los equipos en las categorías UCI WorldTeam, UCI ProTeam y Continental. Las siguientes tablas son el baremo de puntuación y los 10 corredores que obtuvieron más puntos:
| Posición              | 1.º | 2.º | 3.º | 4.º | 5.º | 6.º | 7.º | 8.º | 9.º | 10.º | 11.º | 12.º | 13.º-15.º | 16.º-25.º |
| Clasificación general | 125 | 85  | 70  | 60  | 50  | 40  | 35  | 30  | 25  | 20   | 15   | 10   | 5         | 3         |
| Por etapa             | 14  | 5   | 3   |     |     |     |     |     |     |      |      |      |           |           |
| Líder                 | 3   |     |     |     |     |     |     |     |     |      |      |      |           |           |

| Clasificación |                    |                   |         |       |       |       |
| Posición      | Ciclista           | Equipo            | General | Etapa | Líder | Total |
| ------------- | ------------------ | ----------------- | ------- | ----- | ----- | ----- |
| 1.º           | Lorenzo Fortunato  | EOLO-KOMETA       | 125     | 14    | 3     | 142   |
| 2.º           | Einer Rubio        | Movistar          | 85      | 5     | -     | 90    |
| 3.º           | Damien Howson      | Q36.5             | 60      | 14    | 3     | 77    |
| 4.º           | Iván Ramiro Sosa   | Movistar          | 70      | 3     | -     | 73    |
| 5.º           | Steff Cras         | TotalEnergies     | 50      | 3     | -     | 53    |
| 6.º           | Roger Adrià        | Kern Pharma       | 40      | 3     | -     | 43    |
| 7.º           | Gianluca Brambilla | Q36.5             | 35      | -     | -     | 35    |
| 8.º           | Joaquim Silva      | Efapel            | 30      | -     | -     | 30    |
| 9.º           | Mikel Bizkarra     | Euskaltel-Euskadi | 25      | -     | -     | 25    |
| 10.º          | Fernando Tercero   | EOLO-KOMETA       | 20      | -     | -     | 20    |